# Liste der Nummer-eins-Hits in Spanien (2016)
Diese Liste der Nummer-eins-Hits basiert auf den offiziellen Charts (Top 100 Canciones + Streaming und Top 100 Álbumes) der Productores de Música de España (Promusicae), der spanischen Landesgruppe der IFPI.

## Singles
| ← 2015 ← | Liste der Nummer-eins-Hits in Spanien | Liste der Nummer-eins-Hits in Spanien       | Liste der Nummer-eins-Hits in Spanien | 2017 →                    |
| \| Zeitraum \| Wo. ges. \| Interpret \| Titel Autor(en) \| Zusätzliche Informationen \| \| (Zeitraum, Wochen auf Platz eins, Interpret, Titel, Autor[en], zusätzliche Informationen) \| \| \| \| \| \| ----------------------------------------------------------------------------------------- \| -------- \| ------------------------------------------- \| -------------------------------------------------------------------------------------------------------------------------------------------------------------- \| ------------------------- \| \| 13. November 2015 – 10. März 2016 17 Wochen \| 17 \| Justin Bieber \| Sorry Justin Bieber, Sonny Moore, Justin Tranter, Julia Michaels, Michael Tucker \| – \| \| 11. März 2016 – 14. April 2016 5 Wochen \| 5 \| Alan Walker \| Faded Anders Froen, Gunnar Greve Pettersen, Alan Walker, Jesper Borgen \| – \| \| 15. April 2016 – 21. April 2016 1 Woche \| 1 \| Sia feat. Sean Paul \| Cheap Thrills Sia Furler, Greg Kurstin, Sean Paul Henriques \| – \| \| 22. April 2016 – 14. Juli 2016 12 Wochen \| 12 \| Enrique Iglesias feat. Wisin \| Duele el corazón Enrique Iglesias, Francisco Saldana, Hasibur Rahman, Juan Luis Moreira, Patrick A. Ingunza, Servando Moriche Primera Mussett, Silverlo Lozada \| – \| \| 15. Juli 2016 – 13. Oktober 2016 13 Wochen \| 13 \| Carlos Vives & Shakira \| La Bicicleta Carlos Vives, Shakira \| – \| \| 14. Oktober 2016 – 3. November 2016 3 Wochen \| 3 \| J Balvin feat. Pharrell Williams, BIA & Sky \| Safari Pharrell Williams, Jesse Huerta, José Alvaro Osorio Balvin, Alejandro Ramírez Suárez, Bia Landrau \| – \| \| 4. November 2016 – 10. November 2016 1 Woche (insgesamt 9) \| 9 \| Shakira feat. Maluma \| Chantaje Shakira Ripoll, Juan Luis Londoño Arias, Joel Antonio López Castro, Kevin Mauricio Jiménez Londoño, Bryan Snaider Lezcano Chaverra \| – \| \| 11. November 2016 – 17. November 2016 1 Woche \| 1 \| Sebastián Yatra \| Traicionera \| – \| \| 18. November 2016 – 12. Januar 2017 8 Wochen (insgesamt 9) \| 9 \| Shakira feat. Maluma \| Chantaje Shakira Ripoll, Juan Luis Londoño Arias, Joel Antonio López Castro, Kevin Mauricio Jiménez Londoño, Bryan Snaider Lezcano Chaverra \| – \| |                                       |                                             | |                           |
| ← 2015 |                                       |                                             | | → 2017 →                  |
| Zeitraum | Wo. ges.                              | Interpret                                   | Titel Autor(en) | Zusätzliche Informationen |
| (Zeitraum, Wochen auf Platz eins, Interpret, Titel, Autor[en], zusätzliche Informationen) |                                       |                                             | |                           |
| 13. November 2015 – 10. März 2016 17 Wochen | 17                                    | Justin Bieber                               | Sorry Justin Bieber, Sonny Moore, Justin Tranter, Julia Michaels, Michael Tucker                                                                               | –                         |
| 11. März 2016 – 14. April 2016 5 Wochen | 5                                     | Alan Walker                                 | Faded Anders Froen, Gunnar Greve Pettersen, Alan Walker, Jesper Borgen                                                                                         | –                         |
| 15. April 2016 – 21. April 2016 1 Woche | 1                                     | Sia feat. Sean Paul                         | Cheap Thrills Sia Furler, Greg Kurstin, Sean Paul Henriques | –                         |
| 22. April 2016 – 14. Juli 2016 12 Wochen | 12                                    | Enrique Iglesias feat. Wisin                | Duele el corazón Enrique Iglesias, Francisco Saldana, Hasibur Rahman, Juan Luis Moreira, Patrick A. Ingunza, Servando Moriche Primera Mussett, Silverlo Lozada | –                         |
| 15. Juli 2016 – 13. Oktober 2016 13 Wochen | 13                                    | Carlos Vives & Shakira                      | La Bicicleta Carlos Vives, Shakira | –                         |
| 14. Oktober 2016 – 3. November 2016 3 Wochen | 3                                     | J Balvin feat. Pharrell Williams, BIA & Sky | Safari Pharrell Williams, Jesse Huerta, José Alvaro Osorio Balvin, Alejandro Ramírez Suárez, Bia Landrau                                                       | –                         |
| 4. November 2016 – 10. November 2016 1 Woche (insgesamt 9) | 9                                     | Shakira feat. Maluma                        | Chantaje Shakira Ripoll, Juan Luis Londoño Arias, Joel Antonio López Castro, Kevin Mauricio Jiménez Londoño, Bryan Snaider Lezcano Chaverra                    | –                         |
| 11. November 2016 – 17. November 2016 1 Woche | 1                                     | Sebastián Yatra                             | Traicionera | –                         |
| 18. November 2016 – 12. Januar 2017 8 Wochen (insgesamt 9) | 9                                     | Shakira feat. Maluma                        | Chantaje Shakira Ripoll, Juan Luis Londoño Arias, Joel Antonio López Castro, Kevin Mauricio Jiménez Londoño, Bryan Snaider Lezcano Chaverra                    | –                         |

## Alben
| ← 2015 ← | Liste der Nummer-eins-Hits in Spanien | Liste der Nummer-eins-Hits in Spanien | Liste der Nummer-eins-Hits in Spanien | 2017 → |
| \| Zeitraum \| Wo. ges. \| Interpret \| Titel \| Zusätzliche Informationen \| \| (Zeitraum, Wochen auf Platz eins, Interpret, Titel, zusätzliche Informationen) \| \| \| \| \| \| ------------------------------------------------------------------------------ \| -------- \| --------------------- \| -------------------------------- \| ------------------------------------------------------------------------------------------------------------------------------------------------------------------------------------ \| \| 11. Dezember 2015 – 7. Januar 2016 4 Wochen (insgesamt 7) \| 7 \| Adele \| 25 \| – \| \| 8. Januar 2016 – 21. Januar 2016 2 Wochen \| 2 \| David Bowie \| Blackstar \| – \| \| 22. Januar 2016 – 28. Januar 2016 1 Woche (insgesamt 7) \| 7 \| Adele \| 25 \| – \| \| 29. Januar 2016 – 11. Februar 2016 2 Wochen \| 2 \| Mónica Naranjo \| Lubna \| – \| \| 12. Februar 2016 – 25. Februar 2016 2 Wochen \| 2 \| Fangoria \| Canciones para robots románticos \| – \| \| 26. Februar 2016 – 3. März 2016 1 Woche (insgesamt 7) \| 7 \| Adele \| 25 \| – \| \| 4. März 2016 – 17. März 2016 2 Wochen \| 2 \| Love of Lesbian \| El poeta Halley \| – \| \| 18. März 2016 – 7. April 2016 3 Wochen (insgesamt 4) \| 4 \| Sweet California \| Head for the Stars \| – \| \| 8. April 2016 – 21. April 2016 2 Wochen \| 2 \| Manel \| Jo competeixo \| – \| \| 22. April 2016 – 28. April 2016 1 Woche \| 1 \| Loquillo \| Viento del este \| – \| \| 29. April 2016 – 19. Mai 2016 3 Wochen \| 3 \| Adrián \| Lleno de vida \| Der elfjährige Adrián Martín, der einen angeborenen Wasserkopf hat, wurde durch seinen Gesang im Internet bekannt. Zahlreiche Musiker nahmen Duette mit ihm für dieses Album auf.[1] \| \| 20. Mai 2016 – 26. Mai 2016 1 Woche \| 1 \| Ariana Grande \| Dangerous Woman \| – \| \| 27. Mai 2016 – 2. Juni 2016 1 Woche \| 1 \| Fifth Harmony \| 7/27 \| – \| \| 3. Juni 2016 – 16. Juni 2016 2 Wochen \| 2 \| David Bustamante \| Amor de los dos \| – \| \| 17. Juni 2016 – 23. Juni 2016 1 Woche (insgesamt 6) \| 6 \| Manuel Carrasco \| Bailar el viento \| – \| \| 24. Juni 2016 – 7. Juli 2016 2 Wochen \| 2 \| (Soundtrack) \| Soy Luna \| – \| \| 8. Juli 2016 – 4. August 2016 4 Wochen \| 4 \| Antonio José \| Senti2 \| – \| \| 5. August 2016 – 25. August 2016 3 Wochen (insgesamt 6) \| 6 \| Manuel Carrasco \| Bailar el viento \| – \| \| 26. August 2016 – 15. September 2016 3 Wochen \| 3 \| Leiva \| Monstruos \| – \| \| 16. September 2016 – 22. September 2016 1 Woche \| 1 \| Gemeliers \| Gracias \| – \| \| 23. September 2016 – 6. Oktober 2016 2 Wochen \| 2 \| Dani Martín \| La Montaña Rusa \| – \| \| 7. Oktober 2016 – 13. Oktober 2016 1 Woche \| 1 \| Miguel Bosé \| MTV Unplugged \| – \| \| 14. Oktober 2016 – 20. Oktober 2016 1 Woche \| 1 \| Rulo y la Contrabanda \| El Doble de tu mitad \| – \| \| 21. Oktober 2016 – 27. Oktober 2016 1 Woche \| 1 \| India Martinez \| Te cuento un secreto \| – \| \| 28. Oktober 2016 – 3. November 2016 1 Woche \| 1 \| Iván Ferreiro \| Casa \| – \| \| 4. November 2016 – 10. November 2016 1 Woche \| 1 \| La Oreja de Van Gogh \| El Planeta Imaginario \| – \| \| 11. November 2016 – 17. November 2016 1 Woche (insgesamt 6) \| 6 \| Melendi \| Quítate las gafas \| – \| \| 18. November 2016 – 24. November 2016 1 Woche \| 1 \| Vanesa Martín \| Munay \| – \| \| 25. November 2016 – 1. Dezember 2016 1 Woche (insgesamt 6) \| 6 \| Melendi \| Quítate las gafas \| – \| \| 2. Dezember 2016 – 15. Dezember 2016 2 Wochen \| 2 \| David Bisbal \| Hijos del mar \| – \| \| 16. Dezember 2016 – 19. Januar 2017 5 Wochen (insgesamt 7) \| 7 \| Melendi \| Quítate las gafas \| – \| |                                       |                                       |                                       | |
| ← 2015 |                                       |                                       |                                       | → 2017 → |
| Zeitraum | Wo. ges.                              | Interpret                             | Titel                                 | Zusätzliche Informationen |
| (Zeitraum, Wochen auf Platz eins, Interpret, Titel, zusätzliche Informationen) |                                       |                                       |                                       | |
| 11. Dezember 2015 – 7. Januar 2016 4 Wochen (insgesamt 7) | 7                                     | Adele                                 | 25                                    | – |
| 8. Januar 2016 – 21. Januar 2016 2 Wochen | 2                                     | David Bowie                           | Blackstar                             | – |
| 22. Januar 2016 – 28. Januar 2016 1 Woche (insgesamt 7) | 7                                     | Adele                                 | 25                                    | – |
| 29. Januar 2016 – 11. Februar 2016 2 Wochen | 2                                     | Mónica Naranjo                        | Lubna                                 | – |
| 12. Februar 2016 – 25. Februar 2016 2 Wochen | 2                                     | Fangoria                              | Canciones para robots románticos      | – |
| 26. Februar 2016 – 3. März 2016 1 Woche (insgesamt 7) | 7                                     | Adele                                 | 25                                    | – |
| 4. März 2016 – 17. März 2016 2 Wochen | 2                                     | Love of Lesbian                       | El poeta Halley                       | – |
| 18. März 2016 – 7. April 2016 3 Wochen (insgesamt 4) | 4                                     | Sweet California                      | Head for the Stars                    | – |
| 8. April 2016 – 21. April 2016 2 Wochen | 2                                     | Manel                                 | Jo competeixo                         | – |
| 22. April 2016 – 28. April 2016 1 Woche | 1                                     | Loquillo                              | Viento del este                       | – |
| 29. April 2016 – 19. Mai 2016 3 Wochen | 3                                     | Adrián                                | Lleno de vida                         | Der elfjährige Adrián Martín, der einen angeborenen Wasserkopf hat, wurde durch seinen Gesang im Internet bekannt. Zahlreiche Musiker nahmen Duette mit ihm für dieses Album auf. |
| 20. Mai 2016 – 26. Mai 2016 1 Woche | 1                                     | Ariana Grande                         | Dangerous Woman                       | – |
| 27. Mai 2016 – 2. Juni 2016 1 Woche | 1                                     | Fifth Harmony                         | 7/27                                  | – |
| 3. Juni 2016 – 16. Juni 2016 2 Wochen | 2                                     | David Bustamante                      | Amor de los dos                       | – |
| 17. Juni 2016 – 23. Juni 2016 1 Woche (insgesamt 6) | 6                                     | Manuel Carrasco                       | Bailar el viento                      | – |
| 24. Juni 2016 – 7. Juli 2016 2 Wochen | 2                                     | (Soundtrack)                          | Soy Luna                              | – |
| 8. Juli 2016 – 4. August 2016 4 Wochen | 4                                     | Antonio José                          | Senti2                                | – |
| 5. August 2016 – 25. August 2016 3 Wochen (insgesamt 6) | 6                                     | Manuel Carrasco                       | Bailar el viento                      | – |
| 26. August 2016 – 15. September 2016 3 Wochen | 3                                     | Leiva                                 | Monstruos                             | – |
| 16. September 2016 – 22. September 2016 1 Woche | 1                                     | Gemeliers                             | Gracias                               | – |
| 23. September 2016 – 6. Oktober 2016 2 Wochen | 2                                     | Dani Martín                           | La Montaña Rusa                       | – |
| 7. Oktober 2016 – 13. Oktober 2016 1 Woche | 1                                     | Miguel Bosé                           | MTV Unplugged                         | – |
| 14. Oktober 2016 – 20. Oktober 2016 1 Woche | 1                                     | Rulo y la Contrabanda                 | El Doble de tu mitad                  | – |
| 21. Oktober 2016 – 27. Oktober 2016 1 Woche | 1                                     | India Martinez                        | Te cuento un secreto                  | – |
| 28. Oktober 2016 – 3. November 2016 1 Woche | 1                                     | Iván Ferreiro                         | Casa                                  | – |
| 4. November 2016 – 10. November 2016 1 Woche | 1                                     | La Oreja de Van Gogh                  | El Planeta Imaginario                 | – |
| 11. November 2016 – 17. November 2016 1 Woche (insgesamt 6) | 6                                     | Melendi                               | Quítate las gafas                     | – |
| 18. November 2016 – 24. November 2016 1 Woche | 1                                     | Vanesa Martín                         | Munay                                 | – |
| 25. November 2016 – 1. Dezember 2016 1 Woche (insgesamt 6) | 6                                     | Melendi                               | Quítate las gafas                     | – |
| 2. Dezember 2016 – 15. Dezember 2016 2 Wochen | 2                                     | David Bisbal                          | Hijos del mar                         | – |
| 16. Dezember 2016 – 19. Januar 2017 5 Wochen (insgesamt 7) | 7                                     | Melendi                               | Quítate las gafas                     | – |